# Ширинян, Арам Аванесович
Арам Аванесович Ширинян (арм. Արամ Ավանեսի Շիրինյան; 25 декабря 1906, Баку, Российская империя — 16 мая 1988, Ереван, Армянская ССР, СССР) — армянский советский архитектор. Главный архитектор Нагорного Карабаха и Начальник Управления по делам строительства и архитектуры при Облисполкоме НКАО с 1944-1974 гг. Член союза архитекторов СССР с 1934 г. Участвовал на 5-м Съезде архитекторов СССР в 1970 г. Ветеран труда с 1975 г. Персональный пенсионер республиканского значения с 1974 г. Член КПСС с 1926 г. Избирался депутатом областного совета в 1957, 1959, 1961 гг.

## Биография

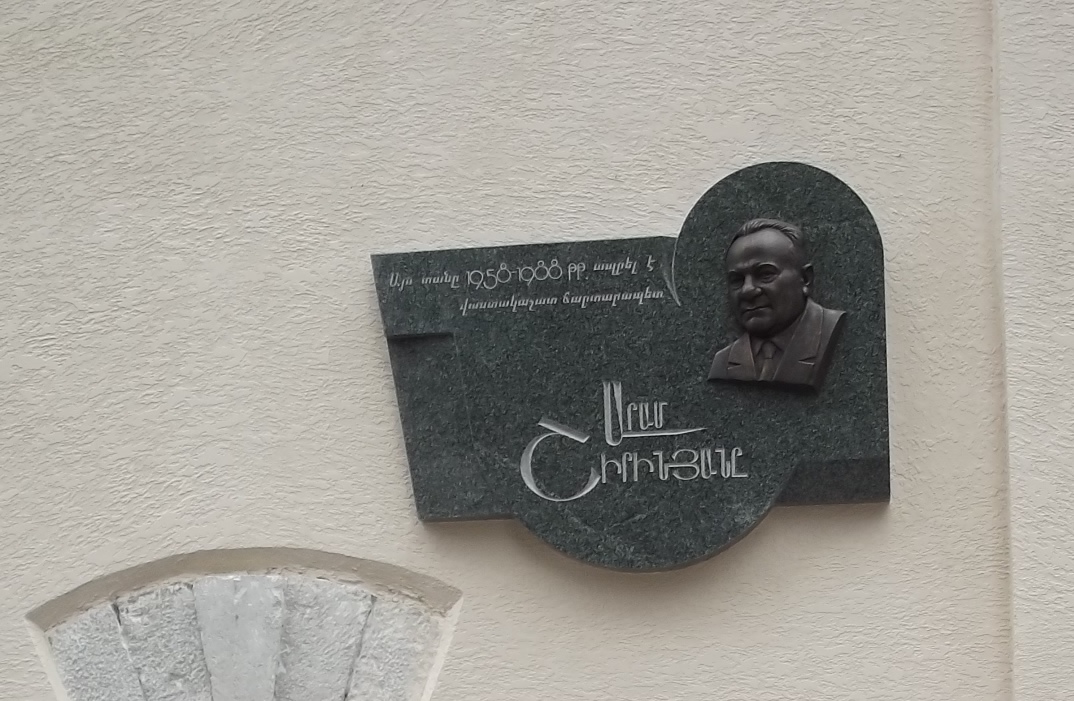
Мемориальная доска Шириняну Араму. Степанакерт

Детство и юность Арама Шириняна прошли в Баку. В юности работал молотобойцем. С 1926-1928 гг учился в Рабфаке – Азербайджанский Государственный Университет им. Ленина г. Баку. В 1928 году поступил в Азербайджанский строительный институт. После окончания в 1933 году Азербайджанского строительного института до 1939 г. работал архитектором в Архитектурно планировочном управлении Баксовета, а затем и в Бакпроекте (1939-1941 гг.), разработав при этом порядка десяти авторских проектов по благоустройству жилых кварталов, улиц и зданий этого города. С 1942-1943 гг. — районный архитектор в архитектурно-планировочном бюро Баксовета. С 1943-1944 гг. работал планировщиком механо-сборочного цеха на заводе им. лейтенанта Шмидта.
В 1944 году Арам Ширинян был откомандирован в город Степанакерт на постоянную работу начальником Управления по делам строительства и архитектуры при облисполкоме НКАО и оставался на этой должности до 1974 года. В 1974-1988 гг. работал начальником проектно-сметного бюро при Облисполкоме НКАО.
Среди наиболее знаменитых творений зодчего в Степанакерте — площадь с трибуной для парадов, смотровой площадкой и памятником Ленину, Степанакертский армянский драматический театр, Степанакертский городской стадион, здание областной библиотеки.
Бывший своеобразным символом Степанакерта каменный родник «Три крана» (разрушен в 1987 г.) тоже был построен по проекту Шириняна. Под его непосредственным руководством воздвигался Дворец культуры в Талыше, памятник Шаумяну в Степанакерте (позже перенесён в г. Шаумян), Нельсону Степаняну в Шуше (снесен), фонтанчики на улицах Ленина и Горького, цветочные вазы перед зданием Госбанка.
Этот выдающийся архитектор, как его называли, степанакертский Таманян, скончался в 1988 году. В 2013 году в Степанакерте установлена мемориальная доска на фасаде его дома. Прямо под окнами квартиры, где он когда-то жил.

## Работы

### Архитектурное авторство и оформление памятников
- Памятник Сталину – г. Степанакерт
- Памятник Степану Шаумяну – г. Степанакерт
- Памятник Нельсону Степаняну – г. Шуша
- Памятник Богдану Кнунянцу - г. Степанакерт
- Памятник Азизбекову - г. Степанакерт
- Памятник М. Горькому - г. Степанакерт
- Памятник Вардану Тонояну - г. Степанакерт
- Памятник В.И. Ленину село Талыш
- Памятник В.И. Ленину – г. Степанакерт
- Памятная стела Шушва угол – г. Степанакерт, 1963 г.

### Архитектурное авторство и строительство гражданских объектов
г. Баку
- Проект благоустройства 7-го Баиловского переулка, 1935 г.
- Проект благоустройства 8-го Баиловского переулка, 1935 г.
- Благоустройство территории перед вокзалом аэропорта в Бина, 1936 г.
- Проект фонтана перед зданием пассажирского вокзала, 1937 г.
- Надстройка здания Дворца Труда по улице Коммунистическая, 1937 г.
- Застройка жилого квартала № 652 4-5-этажными жилыми домами по улицам Бульварной и 6-й Перевальной, 1937-1938 гг.
- Проект 4-этажного жилого дома в посёлке Монтина, 1938 г.
- Проект детского сада – ясли на 80 детей, 1939 г.
- Проект 5-этажного жилого дома Баквоенпроекта в квартале 61 по 3-й Баиловской улице, 1940 г.

г. Степанакерт
- Архитектурный ансамбль центральной площади г. Степанакерта - правительственная трибуна, смотровая площадка и постамент памятника Ленину, 1959-1960 гг.
- Проект постамента памятника И.В. Сталину
- Трёхэтажный 12-квартирный жилой дом по улице Ленина 19, 1945 г.
- Трёхэтажный 12-квартирный жилой дом по улице Атарбекова 66, 1946 гг.
- Реконструкция Степанакертского Драматического театра им. Максима Горького, 1946-1947 гг.
- Водоразборный бассейн «Три Крана», 1951 г.
- Постамент к скульптурной фигуре Степана Шаумяна, 1951 г.
- Почётная доска передовиков области перед зданием государственного Драматического театра им. Максима Горького, 1952 г.
- Проект и обустройство сквера им Богдана Кнунянца, 1952 г.
- Постамент к бюсту Кнунянца, 1952 г.
- Надстройка жилых домов по улице Туманяна 14 и 16, 1952 г.
- Спортзал школы-интерната, 1953 г.
- Спортзал и мастерские школы № 1, 1953 г.
- 2-этажное здание областной библиотеки по улице Кирова, 1954 г.
- 4-квартирные жилые дома по ул. Чкалова 34 и 41, и по ул. Горького 13, 1953-1956 гг.
- Эстрада летнего кинотеатра, 1955 г.
- Проект республиканского стадиона, 1959-60 годы (ориентировочно)
- Проект и обустройство степанакертского городского парка им. Нельсона Степаняна
- Проект и обустройство парка им. Азизбекова
- Центральная площадь г. Степанакерт – трибуна, проект постамента памятника В.И.Ленину, смотровая площадка.
- Особняк писателя Баграта Улубабяна
- Проектирование здания областной библиотеки г. Степанакерта, 1981 г.

Районные центры Нагорного Карабаха
- Благоустройство сквера им. Нельсона Степаняна в г. Шуша.
- Постамент к бюсту Нельсона Степаняна г. Шуша
- Благоустройство территории памятника В.И. Ленину, а также проект постамента памятника в посёлке Гадрут.
- Пороект строительства клуба в селе Талыш.
- Проект гостиницы в селе Талыш.
- Проект клуба в г. Мардакерте.

## Семья
- Старший сын — Эдмонд Арамович Ширинян (арм. Էդմոնդ Արամի Շիրինյան,28 февраля 1935, Баку, Азербайджанская ССР — 8 января 2019, Ереван, Республика Армения),советский, армянский  хозяйственный  деятель.
- Средний сын — Эдвард Арамович Ширинян.
- Младший сын — Эдгар Арамович Ширинян (19 марта 1942, Баку — 8 августа 2013, Ереван), армянский советский физиолог, фармаколог,академик РАЕН.
- Жена - Арфеня Шириновна Ширинян, певица Бакинской филармонии.

## Фотогалерея

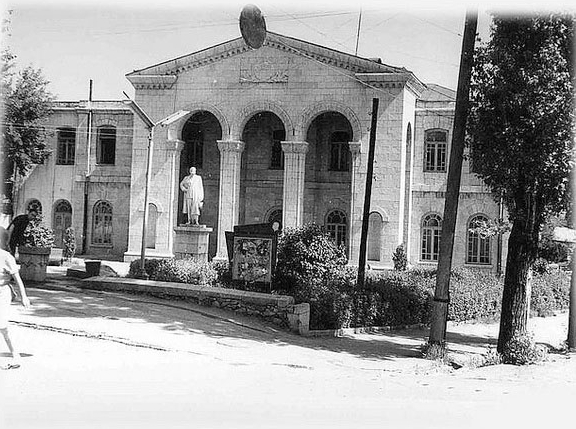
Драмтеатр и памятник Максиму Горькому.
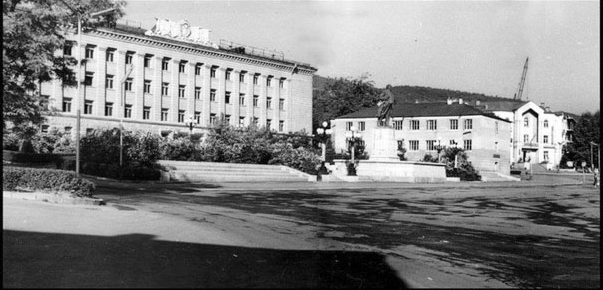
Архитектурный ансамбль центральной площади Степанакерта — правительственная трибуна, смотровая площадка и постамент памятника Ленину
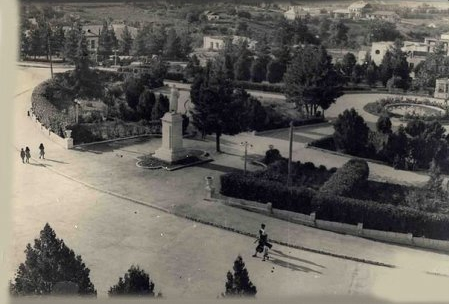
Памятник Сталину в Степанакерте
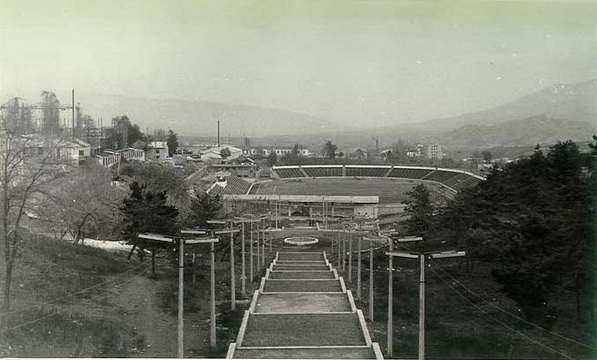
Республиканский стадион в Степанакерте
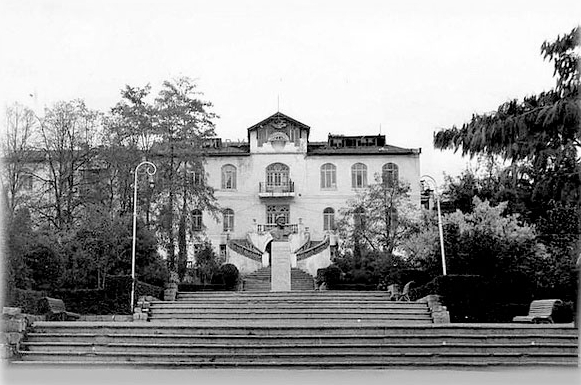
Памятник Богдану Кнунянцу в Степанакерте
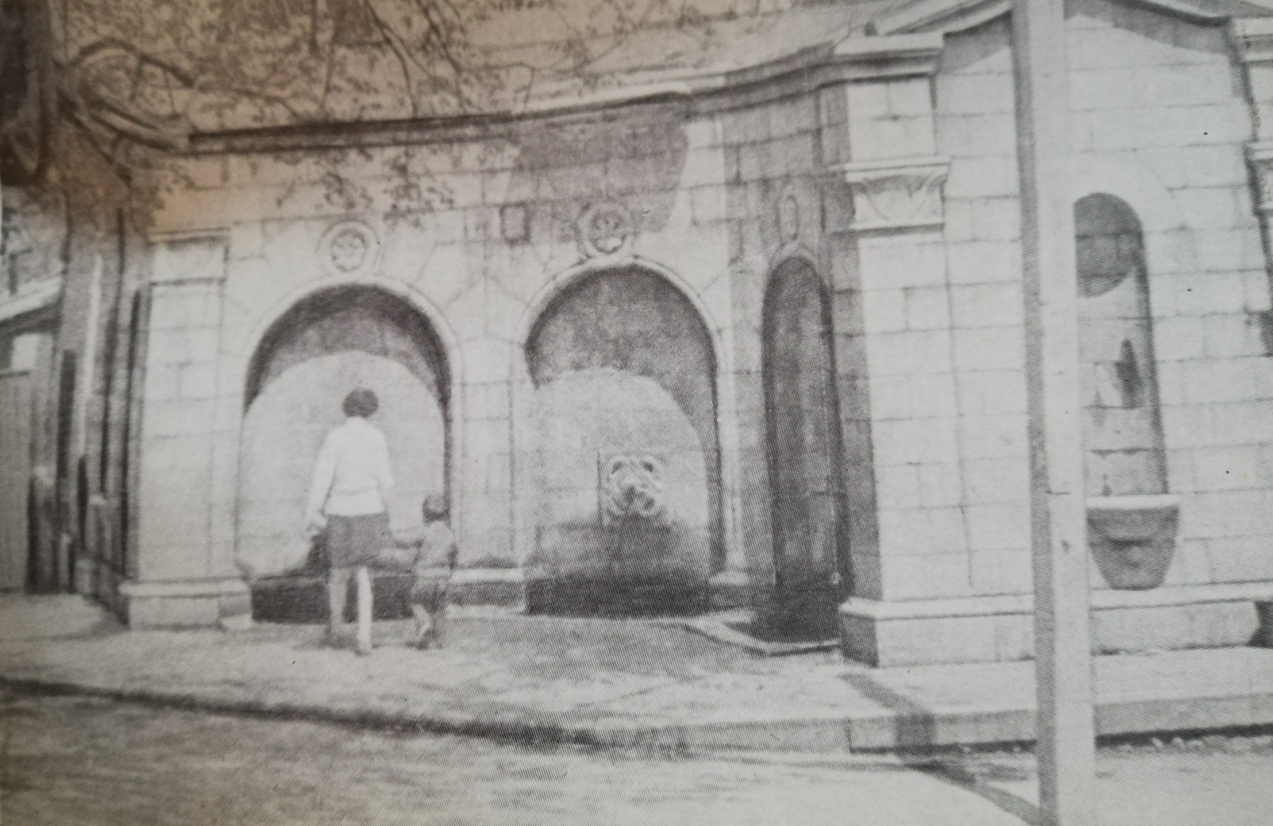
Водоразборный бассейн «Три Крана» (1951, Степанакерт).
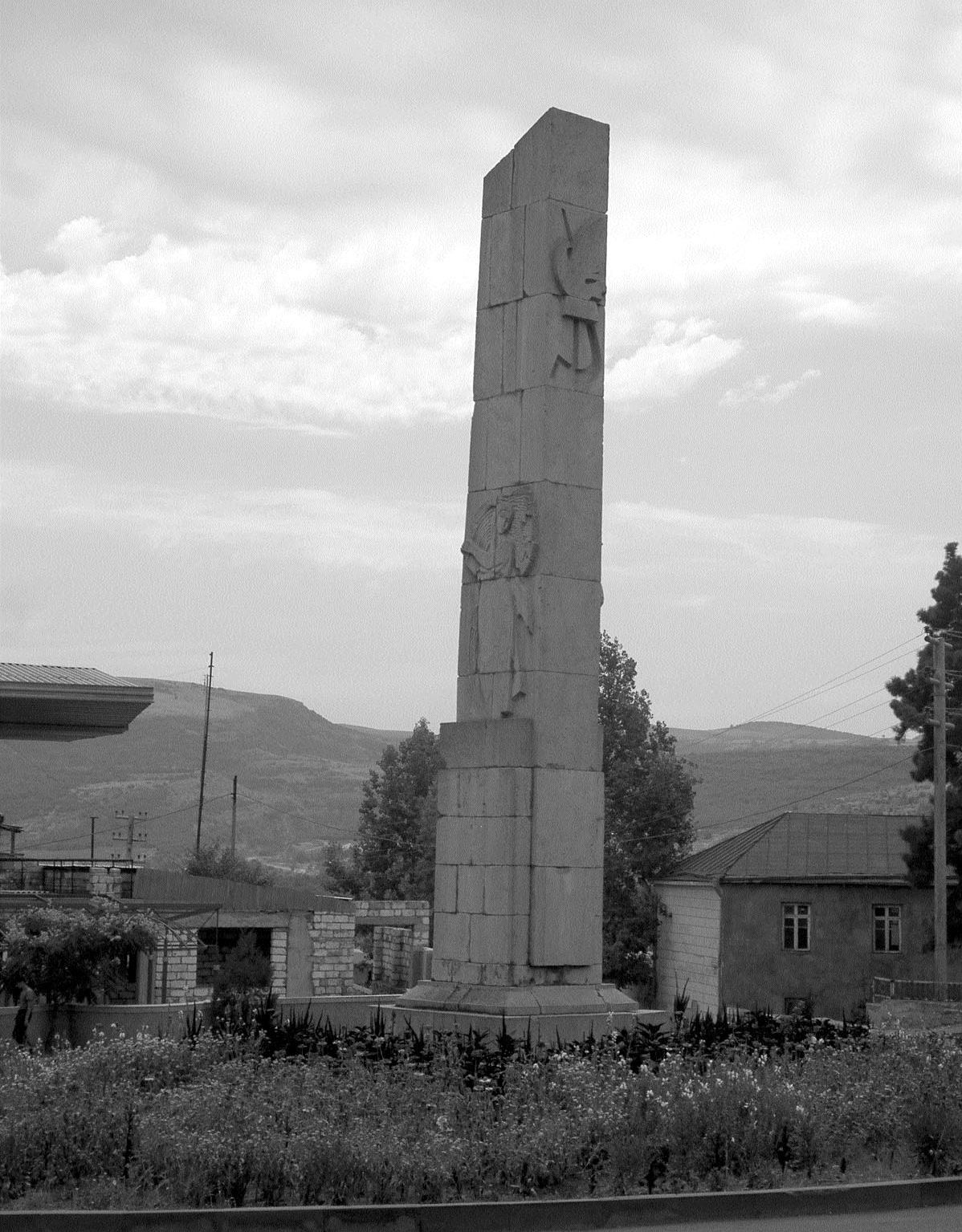
Обелиск дружбы к 40-летию со дня образования НКАО «Шушва угол» (Степанакерт)